# Montsagre d'Horta
El Montsagre d'Horta és una serra situada al municipi d'Horta de Sant Joan a la comarca de la Terra Alta, amb una elevació màxima de 955 metres.